# Gilia nevinii
Gilia nevinii là một loài thực vật có hoa trong họ Polemoniaceae. Loài này được A.Gray ex Lyon mô tả khoa học đầu tiên năm 1886.